# Zdzisław Wałaszewski
Zdzisław Eugeniusz Wałaszewski (ur. 30 grudnia 1922 w Lipinkach Szlacheckich, zm. 19 kwietnia 2008 w Londynie) – polski filolog, dziennikarz. 

## Życiorys
W czasie II wojny światowej przymusowo wcielony do armii niemieckiej, po ucieczce w niewoli amerykańskiej, następnie żołnierz 2 Korpusu Polskiego. Po wojnie w Wielkiej Brytanii. Od 1984 profesor historii literatury polskiej na Polskim Uniwersytecie na Obczyźnie (od 1998 rektor). Wałaszewski działał także w prasie polonijnej: 1958-1959 redaktor tygodnika Życie, od 1968 redaktor naczelny tygodnika Gazeta Niedzielna; redaktor materiałów z polonijnych kongresów i sympozjów, był autorem licznych artykułów i książek, m.in. Marietta Martin, portret serdeczny (Londyn 1970).
Członek Polskiego Towarzystwa Naukowego na Obczyźnie, w latach 80 XX w. pełnił funkcję członka zarządu i przejściowo sekretarza generalnego Towarzystwa.

## Ordery i odznaczenia
- Krzyż Oficerski Orderu Odrodzenia Polski (1989)[2]
- Krzyż Kawalerski Orderu Odrodzenia Polski (1 stycznia 1986, za całokształt pracy niepodległościowej i społecznej, oraz za organizację Kongresu Kultury Polskiej w Londynie w 1985 r.)[3]